# Арабські завоювання
Мусульманські завоювання (араб. الغزوات, al-Ġazawāt або араб. الفتوحات الإسلامية, al-Futūḥāt al-Islāmiyya), ісламські завоювання або арабські завоювання розпочаті ісламським пророком Мухаммадом в 7 столітті. Він встановив новий єдиний державний устрій на Аравійському півострові, за часів наступних за ним праведних халіфів і халіфату Омеядів розпочалося сторіччя швидкого розширення мусульманської влади.
Терени захоплені арабами простягалися далеко за межі Аравійського півострова у формі мусульманської імперії із ареалом впливу, який простягався від кордонів Китаю і Індії, по всій Центральній Азії, на Близькому Сході, в Північній Африці, Сицилії, і Піренейському півострові. 
Мусульманські завоювання привели до краху імперії Сасанідів і великих територіальних втрат Візантійської імперії. Причини мусульманського успіху важко відновити наразі, в першу чергу тому, що лише фрагментарні джерела дійшли до сьогодення. Більшість істориків згодні, що Сасаніди і візантійці були у військовому та економічному плані виснажені після десятиліть війни один з одним. Швидке падіння вестготів Іспанії наразі важко пояснити.
Деякі євреї та християни в імперії Сасанідів та євреї і монофізити в Сирії були незадоволені і спочатку іноді навіть вітали мусульманське завоювання, значною мірою через релігійні конфлікти в обох імперіях. Разом із Візантійським Єгиптом, Палестиною і Сирією, ці землі були всього кілька років, перш ніж були захоплені у персів, та перебували під владою Візантії протягом не більше 25 років.

## Історія

Зростання Арабського Халіфату в епоху Пророка Мухаммеда та правління праведних халіфів

### Візантійсько-арабські війни: 634-750
Війни між Візантійською імперією та спочатку з Праведним, а потім халіфатом Омеядів і призвели до завоювання регіону Сирія, Єгипту, Північної Африки і Вірменії (Візантійська Вірменія і Сасанідська Вірменія).

### Завоювання праведних халіфів
- Завоювання Сирії, 637
- Завоювання Вірменії, 639
- Мусульманське завоювання Єгипту, 639
- Завоювання Північної Африки, 652
- Завоювання Кіпру[en], 654

### Завоювання Омеядів
- Завоювання Північної Африки, 665
- Перша арабська облога Константинополя, 674-678
- Друга арабська облога Константинополя, 717-718
- Завоювання Іспанії, 711-718
- Завоювання Грузії, 736

### Пізніші завоювання
- Завоювання Криту, 820
- Завоювання Південної Італії, 827

Прикордонна війна тривала у вигляді прикордонних рейдів між Омеядами і візантійцями в союзі з хозарами по всій Малій Азії. Візантійське військово-морське домінування і грецький вогонь призвели до великої перемоги у битві при Акроїноні (739); одна із серії військових невдач халіфа Хішама ібн Абд аль-Маліка, що призвела врешті-решт до припинення експансії Омеядів і була передвісником їх падіння.

### Завоювання Персії та Месопотамії: 633-651
Під час володарювання Єздигерда III, останнього правителя Імперії Сасанідів, арабська мусульманська армія забезпечила завоювання Ірану після вирішальних поразок армії Сасанідів у битві при аль-Валаджі в 633 і битві при Кадисії в 636, але остаточна військова перемога відбулася у 642, коли перська армія зазнала поразки у битві при Нехавенді. Ці перемоги призвели Персію, Ассирію, Межиріччя та Південно-Східну Анатолію під арабське мусульманське володарювання. В 651 Єздигерда III було вбито у Мерві, що перервало династію. Його син Пероз II втік через Памір на терен сьогоденного Таджикистану і далі до Китаю династії Тан.

### Завоювання Мавераннахру: 662-751
Після Першої фітни Омеяди відновили експансію, захопивши сасанідські землі і почали завоювання земель східної і північної частини плато Великого Хорасану і Шовкового шляху вздовж Мавераннахру. Після розпаду держави Сасанидів, ці регіони потрапили під вплив місцевих іранських і тюркських племен, а також династії Тан. Завоювання Мавераннахру було головним досягненням Кутайба бін Мусліма, який у 705 — 715 розповсюдив мусульманський контроль на Согдіану, Хорезм і долину Яксарта до Фергани. Після смерті Кутайба у 715, місцеві повстання і поразки від тургешей, що були під протекцією китайців, призвели до поступової втрати провінції: з 738, тюргеші і їх согдійські союзники здійснювали набіги на Хорасан південніше Оксу. Проте, вбивство тюргешького кагана, Су-лу, і політика примирення Наср ібн Сайяр по відношенню до тубільців відкрили шлях для швидкого, хоча і не повного, відновлення мусульманського контролю над Мавераннахром у 739-741. Мусульманський контроль над регіоном було збільшено після Таласької битви у 751.

### Завоювання Сінду: 664-712
Під час раннього раджпутського володарювання у Північній і Північно-Західній Індії (сучасний Пакистан) (VII століття), перше мусульманське вторгнення відбулося одночасно з експансією у Центральній Азії. В 664, війська на чолі з Аль Мухаллаб ібн Абі Суффра почали наступ з Персії, захопивши Мултан у південному Пенджабі.
В 711, з Мухаммед ібн аль-Касім ас-Сакафі на чолі військ арабів переміг Раджа Дахіра біля сьогоденного Хайдарабаду в провінції Сінд, і встановив панування Омеядів у краї в 712.
Захід Індостану на той час було розкраяно на безліч держав. Їхня взаємодія між собою була дуже слабка. Аль-Хаджадж ібн Юсуф правитель Іраку знав це і чекав найкращого моменту, задля наступу.
Так як ісламська імперія і королівство Дахіра мали спільний кордон, мали місце часті прикордонні сутички. У результаті відносини між ними були кепськими.
Король Цейлону, послав 8 суден з дарами, халіфу Аль-Валід і правителю терену сьогоденного Іраку, ібн Юсуфу. Але пірати розграбували кораблі у порту Дебал (Карачі). Ті ж пірати тероризували купців, прибережні міста, займалися викраденням і продажем жінок. Ібн Юсуф зажадав на початку 711 р., від Дахіра вжити заходів проти піратів. Але Раджа Дахір відмовився взяти на себе відповідальність за злочини, вчинені піратами.
Зважаючи на все це, ібн Юсуф послав війська проти Дахіра. Але перші дві кампанії були невдалими. Тоді, у 712, аль-Хаджадж розпочав третю кампанію. На чолі був Мухаммад ібн аль-Касим ас-Сакафі племінник і зять аль-Хаджжаджа. Касим підкорив терен, сьогоденного Пакистану, від Карачі до Мултану. Після його відкликання, проте, регіон потрапив під владу напівнезалежних держав Мансура і Мултан, де правили місцеві новонавернені мусульмани. 
Подальші мусульманські завоювання в Індії були припинені після поразки арабів в битві за Раджастан від військ індуїстських володарів.

### Завоювання Іспанії (711-718) і Септиманії (719-720)
Завоювання Піренейського півострова і Септиманії почалося, коли маври (бербери, араби тощо) вторглися у вестготську християнську Іберію (сучасна Іспанія, Португалія, Андорра, Септиманія) у 711 році Мусульмани на чолі з Тарік ібн Зіядом, висадили десант у Гібралтарі 30 квітня і рушили на північ. Наступного року до військ Таріка приєдналися війська на чолі з Муса ібн Нусайр. Під час восьмирічної кампанії більша частина Піренейського півострова була взята під ісламське правління, під владою християнських володарів лишилась невелика ділянка на північному заході (Астурія, Кантабрія) і баскські регіони у західних Піренеях.
Ця територія, під арабською назвою Аль-Андалус, або Кордовський халіфат стала першим еміратом, що відокремився від халіфату Омеядів, після повалення династії в Дамаску Аббасидами. Наслідками Фітна аль-Андалус у 1031, стало розкраяння халіфату на невеликі тайфа, практично з того часу розпочалась Реконкіста яка тривала до 1492 року, коли Гранада, останній емірат Аль-Андалус було знищено католицькими королями.

### Спроби завоювати Кавказ: 711-750
Після завоювання Вірменії, мусульманські армії почали набіги на Кавказ, де вони зіткнулися з хозарами. Перші мусульманські набіги у 640-х і початку 650-х закінчилася поразкою арабських військ на чолі з Абд ар-Рахмана ібн ар-Рабіа біля хозарського міста Баланджар.
Військові дії спалахнули знову в 710-х, з набігами з обох сторін, проте відбулось кілька вирішальних битв. Хозари, під проводом принцу Барджиль, вторглися у північно-західний Іран і перемогли війська Омеядів у Ардебіль в 730, убивши арабського губернатора Аль-Джаррах ібн Абдуллах і тимчасово захопили місто. Невдовзі араби змусили хозар повернутися на Кавказ, убивши Барджиль. Арабські армії вів спочатку арабський принц Маслама ібн Абдул-Малік, а пізніше Марван II, вони перейшли через Кавказ і в 737 перемогли армію хозар на чолі з Хозар-тархан, тимчасово захопивши Ітиль. Складний рельєф місцевості і вороже населення становило що постійна окупація неможлива; арабські армії відійшли і незалежність хозар було знову відновлено. Кордон між цими двома державами в кінцевому підсумку пройшов біля Дербенту, хоча хозари продовжували рейди на мусульманську територію, більше не було ніяких великих битв.

### Кінець Омеядських завоювань: 718–750
Успіх Болгарської імперії та Візантійської імперії у знятті другої облоги Омеядами Константинополем зупинив подальші завоювання Малої Азії в 718 р. В 716 хан Тервел підписав важливу угоду з Візантією. Під час облоги Константинополя в 717–718 рр. він послав 50 000 вояків на допомогу обложеному місту. У вирішальній битві болгари розбили близько 30 000 арабів, а хана Тервела сучасники назвали рятівником Європи. Після свого успіху у завоюванні Піренейського півострова Омеяди спрямували експансію на північний схід від Піренеїв, де вони були переможені в 721 році у битві під Тулузою, а потім у битві при Ковадонга. Друге вторгнення було зупинено франкським мажордомом Карлом Мартелем у битві при Турі в 732 році, а потім у битві на річці Берре, припиняючи розширення Омеядів у Нарбонні.
Тюргеський каганат, тюркська династія 700-х років, мала значний успіх у боротьбі проти Омеядів. В 717 році кара-тюргеші обрали Сулука своїм хаганом. Новий правитель перемістив свою столицю до Баласагуна у Чуйській долині, отримавши визнання декількох вождів. Сулук був головним супротивником Омеядського завоювання. Метою Сулука було відвоювати всю Трансоксіанію від арабських загарбників - його серія завоювань була паралельна військовим діям Хозарського каганату на заході. В 721 тюргеські війська на чолі з Куль Чор розгромили Омеядські війська, якими командував Саїд ібн Абдул-Азіз поблизу Самарканда. Наступник Саїда, Аль-Хараші, вирізав тюрків та согдійських біженців у Худжанді, спричинивши приплив біженців до тюргешів. В 724 Халіф Хішам послав до Хорасана нового губернатора, Мусулім ібн Саїда, з наказом розгромити "тюрків" раз і назавжди. Але, після сутички із військами Сулука, Мусулім дістався до Самарканда лише декількома вцілілими супутниками, і тюргеші отримали можливість вільно здійснювати рейди. Низка наступних військових рейдів Хішама була переможена Сулуком, який в 728, навіть зумів захопити Бухару, а згодом знищив значну частину армії Омеядів у Хурасані, дискредитувавши правління Омеядів і, можливо, заклав основи революції Аббасидів. Тюргеська держава була на вершині своєї слави, контролювала Согдіану, Ферганську долину. Лише в 732, дві потужні арабські експедиції до Самарканда змогли, маючи великі втрати, відновити владу Халіфата у цьому районі; Сулук відмовився від своїх амбіцій щодо Самарканда і залишив Бухару, відступивши на північ. В 734 один з перших прибічників Аббасидів, аль-Харіс ібн Сураїдж, повстав проти правління Омеядів і захопив Балх і Мерв, перш ніж їх перемогли тюргеші. В 738 Сулук разом зі своїми союзниками Ібн Сураєм, Гуреком (согдійським вождем) та людьми з Урушана, Ташкента та Хуттала розпочали остаточний наступ. Вони увійшли до Джаузджана, але зазнали поразки від омеядівського губернатора Асада у битві при Харистані.